# ТОСЭРы Татарстана
Территории опережающего социально-экономического развития Республики Татарстана (ТОСЭР РТ) — зоны с особыми условиями для бизнеса, созданные с целью продвинуть социальное и экономическое развитие региона. Для резидентов предусмотрены льготы по страховым платежам и налогу на прибыль, а также особые условия инфраструктуры. По умолчанию территорией ТОСЭР считается территория города, но по решению региональных властей к ней может быть присоединена территория индустриальных парков на периферии города. В Татарстане статус ТОСЭР имеют пять моногородов: Набережные Челны, Нижнекамск, Зеленодольск, Чистополь и Менделеевск.

## Описание программы
Первыми территориями особого развития (ТОР) в России преимущественно были моногорода. Во многом это обуславливалось созданной инфраструктурой, подготовленной экономической базой, а также зачастую наличием крупного градообразующего предприятия, в зависимости от которого находится не только бюджет, но и регион, который нёс те же экономические риски, которым подвержена любая компания. Создание ТОР в моногородах направлено на диверсификацию экономики, повышение их инвестиционной привлекательности и на уменьшение рисков, связанных с трудоустройством для обычных граждан.
Программы ТОСЭР (изначально ТОР) — это 10-летние региональные экономические проекты. В Татарстане первая ТОР была запущена 28 января 2016 года указом премьер-министра России Дмитрия Медведева, им стал моногород Набережные Челны. В 2017 году Минэкономразвития России одобрил заявки на создания ТОСЭР в моногородах Чистополь, Нижнекамск и Зеленодольск. В 2018-м Альметьевский район, специализирующейся на несырьевом производстве с ориентацией на экспорт, планировал подать на статус ТОСЭР, однако на 2020 год есть планы создавать в регионе особую экономическую зону по примеру «Алабуги» и «Иннополиса», её первый этап строительства намечен на 2024 год. В 2019-м статус ТОСЭР получил город Менделеевск. Контроль за исполнением возложен на региональное министерство экономики.
Согласно программе развития ТОСЭРов, в 2020—2023 годах планируется привлечь в Татарстан более 22 млрд рублей инвестиций, для чего выделяется специальное финансирование. Только в 2021 году на поддержку малого и среднего предпринимательства в регионе заложено 1,2 млрд рублей, из которых 269,4 млн — субсидии из федерального бюджета.

## Преимущества резидентов
Программа ТОСЭРов направлена на малый и средний бизнес (МСБ). Резидентам ТОСЭРов полагаются различные льготы и преференции. Существуют российские постановления, разработанные Правительством Российской Федерации, и местные законы, применяемые на местах. Так, Республика Татарстан вправе снизить для резидентов своих ТОСЭР ставку налога в бюджет с 7 % (вместо 18 %), установленных на федеральном уровне, до 5 % и даже 2,5 % — локально в некоторых новых ТОСЭРах в первые пять лет работы и оставлять 10 % в последующие пять лет. При этом, все налоги остаются в региональном бюджете (стандартно они распределяются на 2 и 18 % в пользу местного). Также среди преференций предусмотрены льготы по налогам на прибыль и имущество, земельный налог.
В ноябре 2020 года Госсовет Татарстана расширил налоговые льготы для резидентов ТОСЭР. Теперь налоговая ставка применяется к базе, исчисляемой от прибыли, полученной в рамках соглашения. Если же доля дохода от деятельности по соглашению составляет не менее 90 %, то компания может претендовать на льготы ко всей налоговой базе.
Основным условием получения статуса «резидент» является физическое наличие действующего предприятия на территории одного из пяти городов-ТОСЭРов. Так, резиденты могут купить или арендовать помещение на территории ТОСЭР или построить его с нуля.
В первый год работы резиденты должны создать не менее 20 рабочих мест (всего — более 30) и вложить в проект 5 млн рублей, а сумма инвестиций за 10 лет должна составить не менее 50 млн рублей, если иное не оговорено распоряжениями (так, порог вхождения в «Зеленодольск» всего 2,5 млн).
Налоговые льготы прописаны в специальных законопроектах. Преференция на земельный налог содержится в поправке к республиканскому закону о налоге на имущество организаций. В Татарстане был принят специальный закон «Об установлении налоговой ставки по налогу на прибыль организаций для резидентов территорий опережающего социально-экономического развития, созданных на территориях монопрофильных муниципальных образований (моногородов) РТ».
Среди других преимуществ — возможность создавать партнёрские программы с местными учебными заведениями и давать стажировку студентам, чтобы готовить их к приёму на работу. Например, ключевыми учебными заведениями для Зеленодольского района являются КХТИ, КФУ, КГМУ, Институт органической и физической химии имени Арбузова. В регионе существуют проекты студенческих посёлков на 800 человек с английской школой.

## Существующие ТОСЭРы

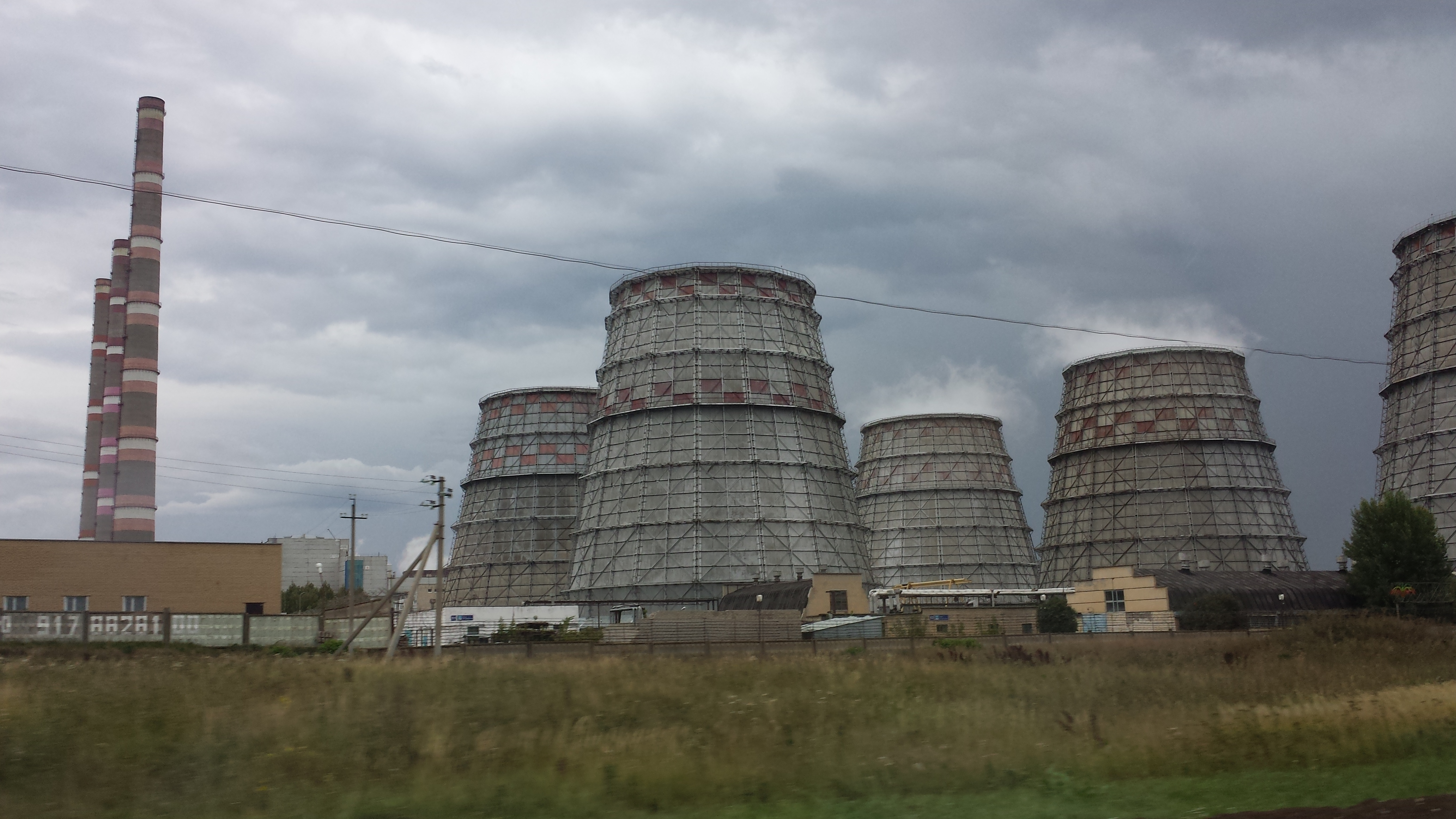
Набережные Челны, 2013 год

### Набережные Челны
ТОСЭР «Набережные Челны» действует с 28 января 2016 года. На 2016 год доля градообразующего предприятия «Камаз» в экономике составляла 46 % и город находится в финансовой зависимости, поэтому одной из основных задач ТОСЭРа было диверсифицировать риски за счёт создания альтернативных рабочих мест и источников дохода. К концу 2020-го его доля составляет не более 39 %.
На международном экономическом саммите KazanSummit в мае 2016 года правительство Татарстана, Набережных Челнов и Сбербанка подписали соглашение о сотрудничестве в проектах поддержки резидентов ТОСЭРа и создания для них специальных предложений с учётом специфики их деятельности. На тот момент Сбербанк уже осуществлял транзакции первого резидента площадки — дочки китайской компании Haier.
С 2019-го руководство территорией Набережных Челнов упростило процесс получения статуса резидента. По новым правилам, минимальная сумма капитальных вложений, то есть организация процесса в десятилетней перспективе, составляет всего 20 млн рублей (вместо 50), а в первый год требуется 15 новых рабочих мест и 2,5 млн рублей на запуск производства (вместо 20 и 5 млн соответственно). Статус резидента могут получить компании из IT-индустрии. На конец 2020 год резидентами ТОСЭР «Набережные Челны» является 39 предприятий.
| 2016 год | 2017 год | 2018 год | 2019 год | 2020 год             |
| --- | --- | --- | --- | -------------------- |
| «Хайер Фридж Рус» (холодильники, дочка китайской компании Haier), «Полихим Системс» (бумажно-целлюлозная продукция), «Техноанод» (покраска алюминия), КМК «ТЭМПО» (стальной арматурный прокат), «Заряд» (производитель хоккейных клюшек), агропромышленный комплекс «Камский» | «Набережночелнинский трубный завод», «Челны-Агрегат» (гидравлическая аппаратура), «Кама Кристалл Технолоджи» (синтетические сапфиры), «Техника-Агро» (сельскохозтехника), «Indel» (полимерные изделия), кондитерские фабрики «Дарлетто» и «Венские вафли», «Технолайн», «Изоляционный трубный завод», «Хайер Лаундри Машин Рус» (стиральные машины), «Макметалл» (арматурная сетка), икорный завод «Чишмэ», «Татклиматмаш» (климатическое оборудование), «ТЭСК» (литейно-подвесная арматура) | «Камский металлург», «МетЛайн» (промышленные строительные металлоконструкции), «Камский настил» (решетчатые стальные настилы), «Русская автомобильная компания», «Кёниг Модуло Ру Челны» (каркасы крепления), завод буровых установок «Автократ», фабрика бытовой техники «Хайер Индастри Рус», кондитерский завод «Чоко рай», «Булат» (промышленные клиновые леса), «Набережночелнинская картонно-бумажная фабрика», «Зиас Машинери Поволжье» (кронштейны), «Графит плюс» (электрографитные щётки), научно-производственная компания «Химресурс», литейный завод «Стандарт», «Кама Трейд Татарстан» (металлообработка), «Машины коммунального хозяйства», «Термокреп» (металлические изделия) | Молочный завод «Атасанжак Милк», «Цеммаркет Кама» (бетон и растворы), «Софт Пайп» (минераловатные кашированные цилиндры), «Выбор-Поволжье» (тротуарная плитка), «Завод по производству запасных частей к грузовым автомобилям», «Кама» (сильфонные компенсаторы для систем отопления и водоснабжения), производитель шкворней для китайских грузовиков «КМД НЧ» | Без новых резидентов |

За 2018-й общий объём инвестиций составил более 620 млн рублей. За три года работы резиденты заплатили в бюджеты всех уровней и внебюджетные фонды 3 млрд рублей. Для сравнения, «Камаз» за этот же период направил в бюджет региона 1,3 млрд рублей, а в бюджет Челнов — 327,2 млн рублей. Самые крупные налогоплательщики этой территории — «Набережночелнинский трубный завод», «Изоляционный трубный завод», «Техника-Агро», «Хайер Фридж Рус» (дочка китайской компании Haier), «Заряд» (производитель хоккейных клюшек, компания капитана хоккейного клуба «Ак Барс») и агропромышленный комплекс «Камский».
Китайская корпорация по производству холодильников Haier, инвестировав в 2019-м $314 млн, открыла на площади 127 га индустриальный парк, рассчитанный на 12 заводов, всего компания планирует вложить $1 млрд. В 2020-м «Хайер Фридж Рус» включили в список российских системообразующих организаций. В 2020-м компания заявила о начале строительства завода по выпуску smart-телевизоров и склада готовой продукции, инвестиции в проект составят 2,2 млрд рублей. В октябре 2020-го НПК «Химресурс» запустило в городе производство эпоксидной смолы, вложив 50 млн рублей.
На 2020 году на территории ТОСЭР «Набережные Челны» трудится более 5000 человек. В ноябре 2020 года сумма капитальных вложений резидентов с момента запуска ТОСЭР составила 16,5 млрд рублей, а общая сумма налоговых отчислений вдвое превысила объём предоставленных преференций — отчисления резидентов во все уровни бюджета и во внебюджетные организации составили 5 млрд 300 млн рублей.

### Нижнекамск

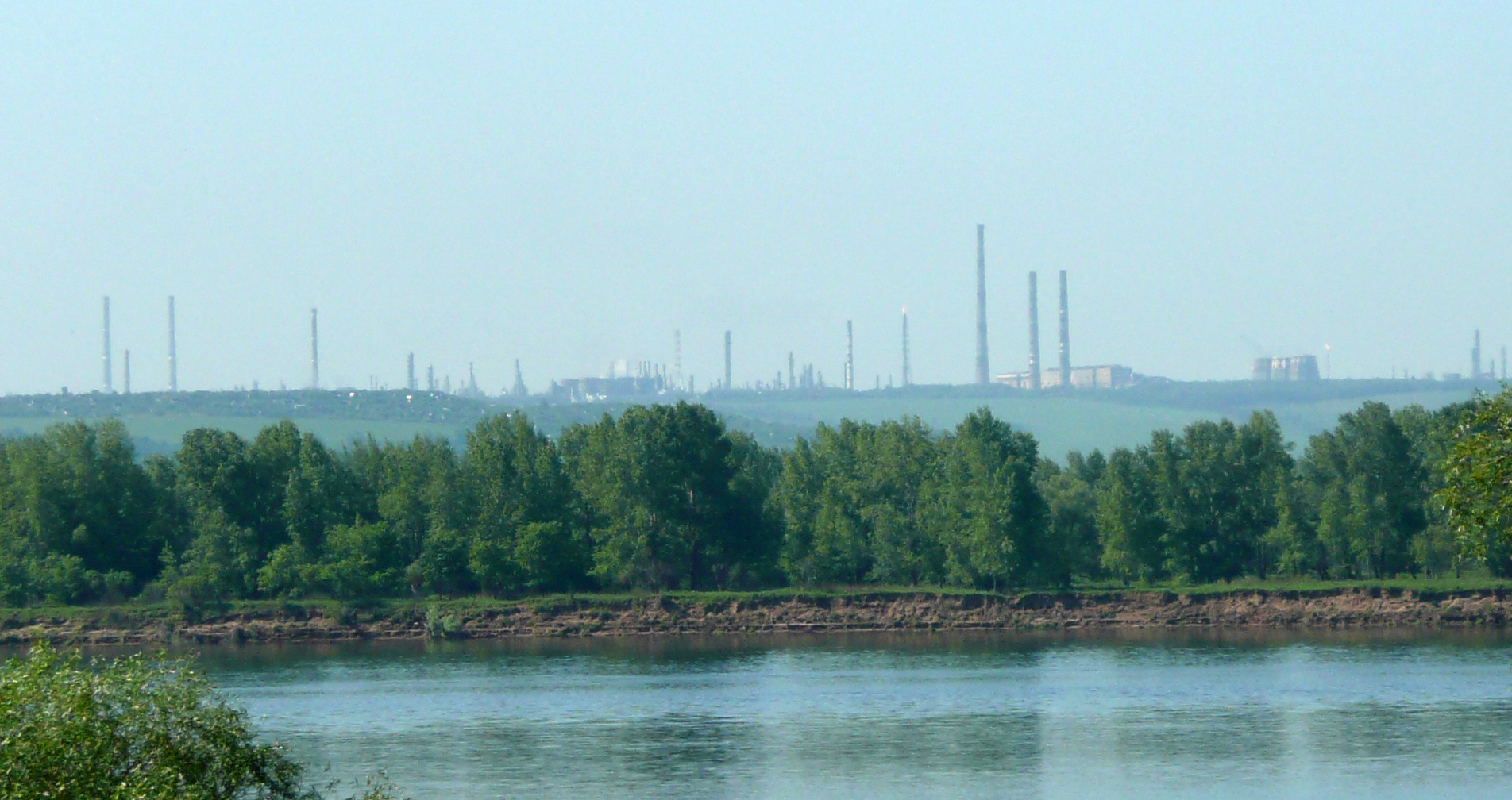
Общий вид на Елабугу, 2008 год

Город получил статус ТОСЭР 22 декабря 2017 года. Его сферу инвестиций и развития курирует первый заместитель главы города Радмир Беляев: «Фактически, мы начали заниматься ТОСЭР, приведя в соответствие всю нормативную базу, с марта 2018 года. С нуля был организован промпарк „Нижнекамск“, инвестиции составили 400 миллионов рублей. Мы понимаем, что возможности нашей территории надо популяризовать по всей стране».
Льготы на прибыль, на землю и имущество, снижение страховых взносов в сумме освобождают до 46 % средств на собственное развитие. Десятилетний план — привлечь 20 резидентов с объёмов инвестиций 7,5 млрд рублей и созданием 3000 постоянных рабочих мест. В первый год размещения резиденты Нижнекамска инвестировали в проект 2,5 млн рублей.
На территории Нижнекамска создано две специализированные площадки. Промышленный парк «Нижнекамск» открыт в 2018-м, находится на пересечении улиц Первопроходцев и Индустриальной, площадь 20 га. Его резиденты получают землю для строительства своих производств бесплатно. Второй индустриальный парк «Пионер» открыли в 2019 году, он располагается на территории бывшего кирпичного завода. Парк представляет собой территориально обособленный комплекс готовых производственных и офисных помещений, площадью 14 тыс. м².
На 2020 год статус резидентов ТОСЭР «Нижнекамск» имеет 17 компаний, реализующие 18 проектов, согласно которым за 10 лет они должны инвестировать порядка 5,5 млрд рублей. В 2018-м резидентами стали завод по покраске рулонной стали «Камасталь» (дочка китайской компании Qingdao Beijiaer Investment Co. Ltd., объём инвестиций $60 млн, или 473,68 млн рублей на момент запуска) и фабрика по изготовлению газовых турбин «Камэнергомаш». Российско-китайская компания «Камасталь», самый крупный резидент Нижнекамска, охватывает почти всю территорию парка «Пионер». В 2019-м «Камасталь» направила в бюджет региона 740 млн рублей, в планах компании занять 2 % российского рынка металлопроката с полимерным покрытием. В 2019-м к резидентам добавились завод по производству комплектующих для контрольно-измерительных приборов и автоматики «Метакам», завод комплектующих для «КАМАЗов)», фабрика по утилизации отходов «ЭкоМенеджмент Поволжье», компании «Симпл» (изготавливает полипропиленовые трубы, сотрудничает с заводами «Сибур» и «Нижнекамскнефтехим», в её новый завод инвестировали около 23 млн рублей), «ПромТехСнаб» (шины), «Арктон» (антилёд-жидкости для самолётов), «Микрофибра», «Промсектор» (обработка металлов), «Преттль» (поставляет кабели и автомобильные и ж/д жгуты в том числе заводам КАМАЗ, ГАЗ, ВАЗ).
За 2020-й список резидентов пополнила компания по производству холодильников «Умные машины». До конца года Нижнекамск рассчитывает привлечь ещё троих резидентов, которые инвестируют 2,2 млрд рублей.

### Зеленодольск

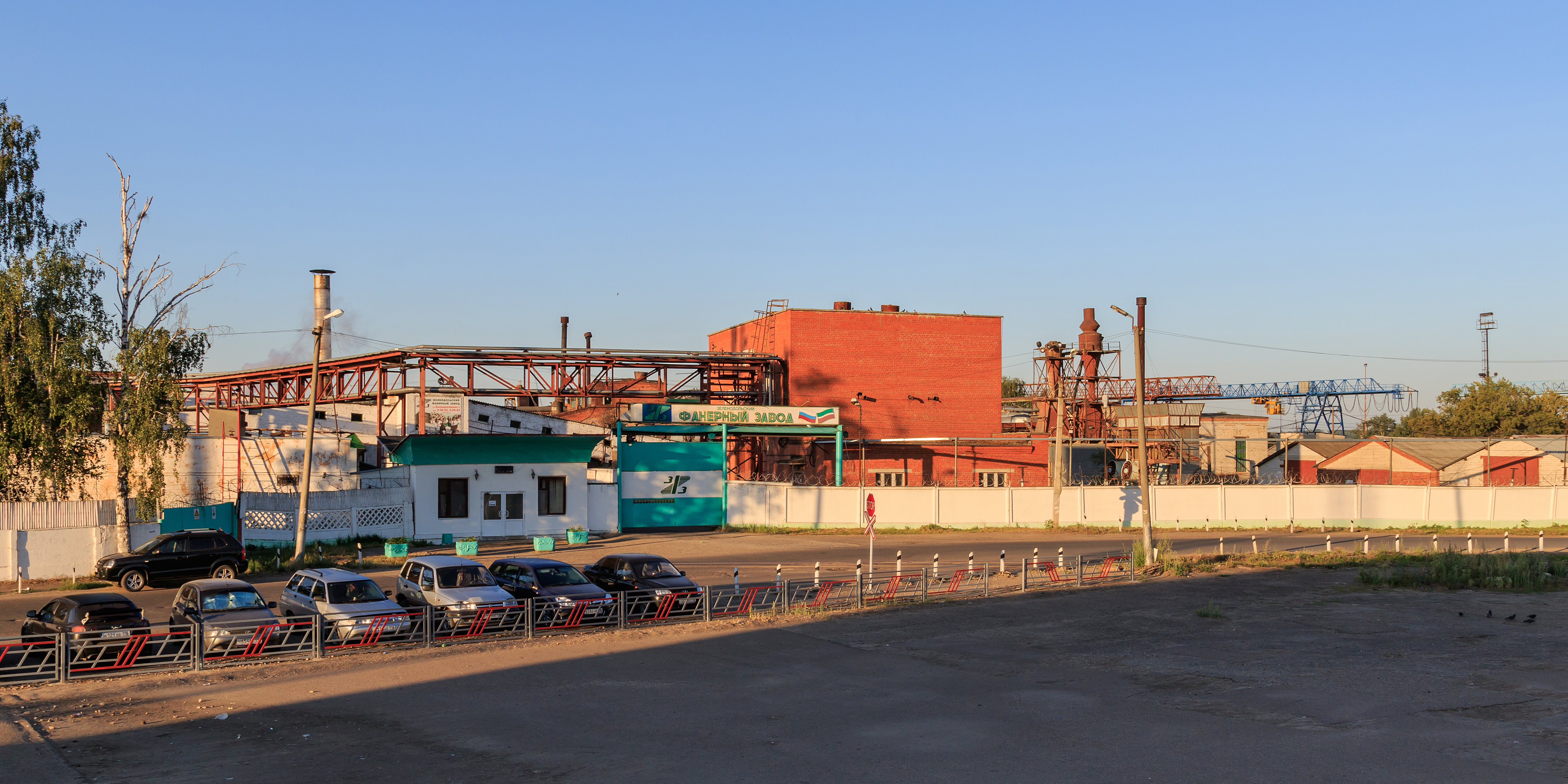
Фанерный завод, 2016 год

Город получил статус ТОСЭР в декабре 2017 года. В его границы входит сам город, а также одноимённая промышленная площадка площадью 100 га около трассы М7 у деревни Новая Тура, Свияжский мультимодальный логистический центр (СММЛЦ) — большого транспортного узла недалеко от города, территория которого 220 га.
Порог вхождения резидента в ТОСЭР также ниже регионального — 2,5 млн рублей, 20 новых рабочих мест (10 — в первый год), общий объём инвестиций за 10 лет — не менее 10 млн. Таким образом руководство ТОСЭРа планирует привлечь к себе за десятилетие не менее 7,7 млрд рублей, а резиденты должны создать более 2000 рабочих мест.
Во-первых, это решение вопроса зависимости нашего моногорода от оборонных заводов, чтобы муниципальная и республиканская казна получала дифференцированный доход. И второе, что для нас очень важно, — это изменение потоков маятниковой миграции, чтобы зеленодольцы могли получить высококвалифицированные и доходные рабочие места, не уезжая в Казань. — глава Зеленодольского района Александр Тыгин
Уже через год в ТОСЭР числилось 5 резидентов. Общая стоимость их инвестиционных проектов составила 1,1 млрд рублей, в том числе капитальных вложений — более 440 млн рублей. На 2020 год в Зеленодольске действует 13 резидентов. В 2019-м статус получили следующие организации: «Казанский завод полимерной арматуры», «Гефест» (обработка металлических изделий), «Фабрика мягких контейнеров», фармацевтическая компания «Татфарм», «Промэнерго» (низковольтные комплектные устройства), «АРС» (3D-заборы из оцинкованной проволоки), «Эрвольт» (средства защиты при работе с током), «ТМК-Групп» (трубно-металлургическая компания), «Технофлекс» (теплозвукоизоляционные материалы), «ВБ Восток» (3D-панельные секции ограждений) — распределительный центр компании Wildberries, «Озон Волга» — логистический комплекс компании OZON. Инвестиции Wildberries составили 5 млрд рублей, создано 1250 рабочих мест. Площадь первой очереди центра составляет 50 тыс. м², а общая площадь объекта превышает 100 тыс. м², что позволит создать 4000 постоянных рабочих мест.
В первом квартале 2020 года резиденты ТОСЭР «Зеленодольск» привлекли 1,2 млрд инвестиций. Десятилетний проект развития территории предусматривает создание 14 тыс. рабочих мест и привлечение не менее 170 резидентов-предпринимателей. В ноябре были одобрены три заявки от резидентов на вхождение в ТОСЭР. Первый — проект «КазаньЭкспресс Фулфилмент» от маркетплейса KazanExpress, который расположится на территории СММЛЦ, минимальная сумма инвестиций в первый этап строительства составит 220 млн рублей, а весь центр стоит порядка 1 млрд рублей, полная реализация планируется к 2024 году. Второй — производство продуктов питания и полуфабрикатов в индивидуальной упаковке от компании «Итле китчен», инвестиции в первый этап строительства составят порядка 150 млн рублей, пятилетние налоговые отчисления во все уровни бюджета составят 1,3 млрд рублей. Третий проект — изготовление хлеба и мучных кондитерских изделий, тортов и пирожных недлительного хранения «Саэльра», для чего на территории промпарка «Зеленодольск» будет возведён производственно-складской комплекс «Бахетле». Общая стоимость проекта — 465 млн рублей, а пятилетние налоговые отчисления — 2,3 млрд рублей.

### Чистополь

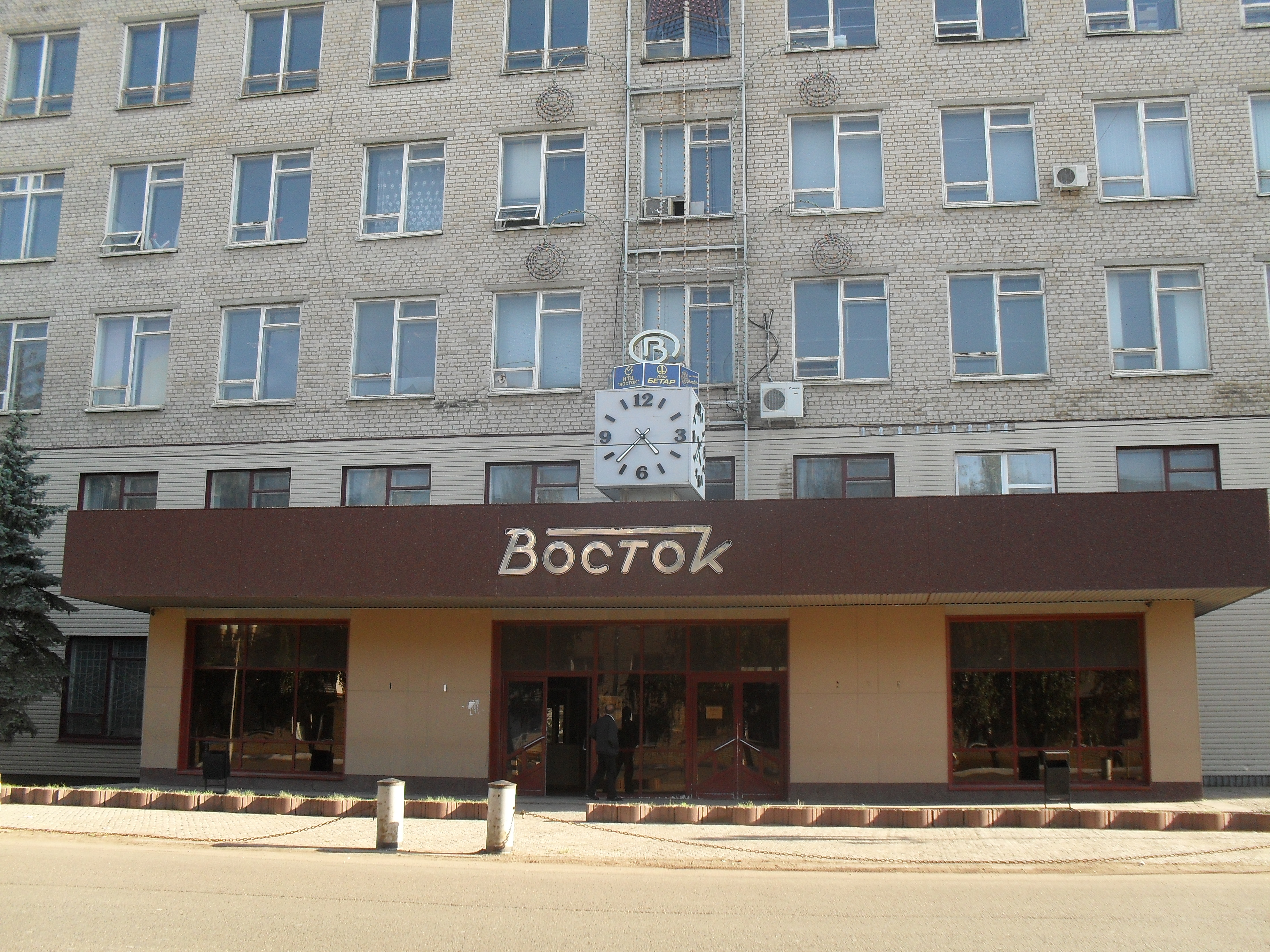
Часовой завод «Восток», 2011 год

Премьер-министр России Дмитрий Медведев подписал постановления о создании трёх ТОСЭРов в Нижнекамске, Чистополе и Зеленодольске одновременно — в декабре 2017 года. Инвестиционные проекты Чистополя реализуются с 2018 года. За два года с помощью резидентов было создано более 560 рабочих мест, планируется ещё столько же. На первый квартал 2020-го объём привлечённых инвестиций в город составил 730 млн рублей, а объём выручки — порядка 1,8 млрд.
В течение первого года резиденты ТОСЭР «Чистополь» должны инвестировать в своей проект минимум 2,5 млн рублей и создать 10 рабочих мест. Налоговые льготы резидентам — 5 % налог на прибыль первые пять лет, 12 % — последующие пять, страховые взносы — 7,6 %, налога на имущества и земельного не предусмотрено. При этом, если резидент размещается на одноимённом индустриальном парке, то получает земельный участок на семь лет в аренду бесплатно, после чего может его выкупить за 15%-стоимость от кадастровой. По прогнозам Минэкономики республики, за 10 лет ТОСЭР привлечёт не менее 38 резидентов с объёмом инвестиций минимум 8,5 млрд рублей и капитальными вложениями около 6 млрд, будет сформировано 1500 рабочих мест.
На 2020 год у ТОСЭР 18 резидентов: «Барс» (обувь), «Гиперион» (трубы из полиэтилена низкого давления, вышли на полную мощность), завод алкогольной продукции «Татспиртпром», «Татремстрой» (предизолированные трубы), кондитерская фабрика «Союз», «Элитех» (электротехника), «К-Терм» (отопительные радиаторы), «Газпром газомоторное топливо», «САР» (панельные ограждения), «Камлит» (погружные насосы), компания по выращиванию зелени «Технология успеха», «Чистопольский завод пластмасс», «Металлтехника» (составляющие с/х техники), кондитерская фабрика «Мирабель», «Колизей» (кирпич и шпаклёвка), «ТатТелеМед» (флюорографическое оборудование и искусственный медицинский интеллект). В сентябре 2020 года заявку на получение статуса «резидент» подали ещё два предприятия: заводы по производству хлеба и по переработке гречихи и гороха.
Одна из крупнейших резидентов ТОСЭР «Чистополь» — компания по производству 3D-сетки «САР», её первоначальные инвестиции в бюджет региона составили 7,8 млн рублей. По прогнозам, только от этой компании за первые семь лет работы региональный бюджет пополнится на 4,8 млн рублей, за вторые семь лет — ещё на 7,2 млн.
В ноябре 2020-го были одобрены ещё две заявки от потенциальных резидентов. Среди них проект компании «Меттем-автомобильные компоненты» (цифровые системы для электротранспортра, беспилотных и гибридных машин), объём инвестиций в который составил 800 млн рублей, а реализация планируется к 2023 году. Вторая компания «Камский пекарь» планирует организовать в ТОСЭР производство хлеба и хлебобулочных изделий, инвестировав 9,9 млн рублей, продолжает искать партнёров и инвесторов для переработки зерна. Предполагается, что благодаря крупному агропромышленному потенциалу республики у проекта миллиардный потенциал, и новое производство должно помочь в политике импортозамещения и развития экспорта татарстанской продукции.

### Менделеевск

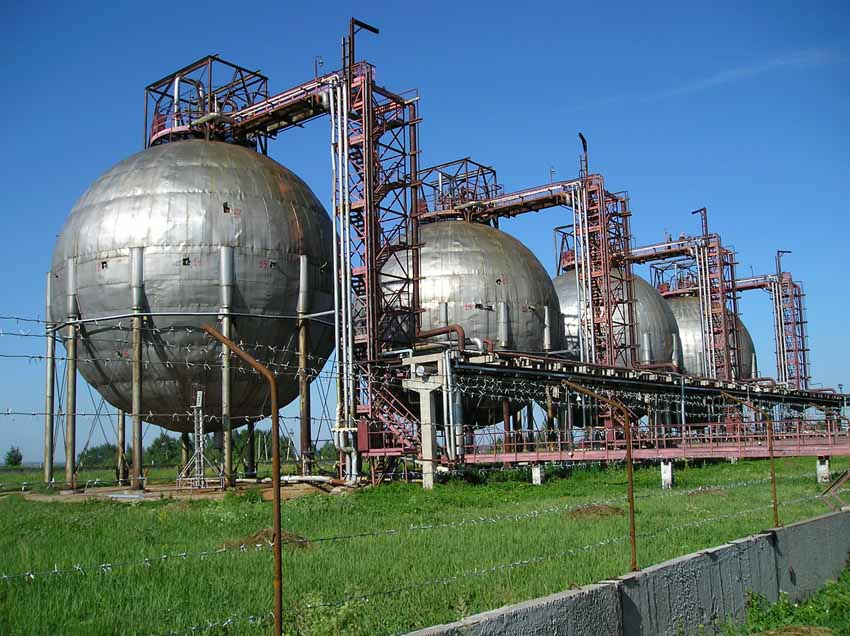
Ёмкости для хранения газа «Менделеевсказот», 2007

Из всех территорий опережающего социально-экономического развития Татарстана Менделеевск — самый молодой. Он получил особый статус в феврале 2019 года. Площадка ТОСЭР располагается на территории города Менделеевск и имеет площадь 90 км². 4,5 тыс. га земли зарезервированы под создание третьей очереди особой экономической зоны «Алабуга». Поскольку через город проходит часть федеральной трассы М7 «Москва — Уфа» с подъездами к городам Ижевск и Пермь, а вдоль города идёт ж/д-магистраль «Агрыз — Бугульма», что даёт ТОСЭРу логистическую связь с крупными промышленными поволжскими городами.
В конце 2019-го статус резидентов получили три компании: «Концерн Карпов», «Агрофирма Барсак» и «Бонус-Кама». В 2020 году четвёртым резидентом стал производитель нестандартного оборудования для нефтехимической отрасли НТЦ «Камхиммаш».

## Успехи развития экономических территорий
По данным 2019 года, порядка 70 % всех российских инвестиций приходится на индустриальные парки и иные экономические площадки Татарстана, Калужской, Липецкой, Ульяновской и Московской области. При этом, в рейтинге состояния инвестиционного климата в регионах Агентства стратегических инициатив первое место осталось за Москвой, второе за Татарстаном.
Минэкономики Республики Татарстан в феврале 2019 года привёл следующую статистику реализации проекта ТОСЭРов с момента присвоения статуса резидентов:
- количество резидентов — 75, из них 37 привлечено в 2019 году (это 13 % от всероссийского показателя)
- капитальные вложения (без НДС) — около 10,7 млрд (24 % от всероссийского показателя)
- новые рабочие места — 5660 (23 % от всероссийского показателя)[105]

Совокупный объём инвестиций резидентов на октябрь 2020 года составил 15,5 млрд рублей, в том числе 13,5 млрд — капитальные вложения. На декабрь 2020 года количество резидентов составило 93, из них — 19 привлечены в этом году.
В 2020 года Набережные Челны и Нижнекамск вошли в десятку моногородов России по уровню социально-экономического развития, согласно рейтингу Фонда развития моногородов. Среди прочего, оценивалось качество инфраструктуры, экономическая ситуация, взаимодействие с институтами развитие и ряд других показателей.